# Draft NBA 1971
Il Draft NBA 1971 si è svolto il 29 marzo 1971 a New York. Non portò in NBA grandi campioni fra le sue prime scelte. Gli unici giocatori entrati nella Basketball Hall of Fame sono Artis Gilmore che, già scelto dai Kentucky Colonels nel Draft ABA 1971 svolto a Gennaio, venne selezionato soltanto al settimo giro, e Spencer Haywood, che aveva già giocato per i Denver Rockets in ABA e che da diversi mesi già giocava per i Seattle Supersonics in attesa della sentenza della corte per non aver completato i quattro anni universitari previsti per poter giocare in NBA; in seguito giocò anche in Italia a fine carriera, così come fece lo stesso Gilmore.
Diversi giocatori scelti al secondo giro ebbero una breve carriera in NBA o non vi giocarono affatto oppure giocarono in ABA come Ted McClain; alcuni divennero protagonisti del campionato italiano: si tratta di Willie Sojourner, Charlie Yelverton e Jim McDaniels.

## Giocatori scelti al 1º giro
|  | = All-Star     |
|  | = Hall of Fame |

| Scelta | Giocatore             | Nazionalità | Squadra NBA            | Scuola/ex squadra |
| ------ | --------------------- | ----------- | ---------------------- | ----------------- |
| 1      | Austin Carr (G)       | Stati Uniti | Cleveland Cavaliers    | Notre Dame        |
| 2      | Sidney Wicks (F/C)    | Stati Uniti | Portland Trail Blazers | UCLA              |
| 3      | Elmore Smith (C)      | Stati Uniti | Buffalo Braves         | Kentucky State    |
| 4      | Ken Durrett (F)       | Stati Uniti | Cincinnati Royals      | La Salle          |
| 5      | George Trapp (F/C)    | Stati Uniti | Atlanta Hawks          | Long Beach State  |
| 6      | Fred Brown (G)        | Stati Uniti | Seattle SuperSonics    | Iowa              |
| 7      | Cliff Meely (F)       | Stati Uniti | Houston Rockets        | Colorado          |
| 8      | Darnell Hillman (F/C) | Stati Uniti | Golden State Warriors  | San Jose State    |
| 9      | Stan Love (F)         | Stati Uniti | Baltimore Bullets      | Oregon            |
| 10     | Clarence Glover (F)   | Stati Uniti | Boston Celtics         | Western Kentucky  |
| 11     | Curtis Rowe (F)       | Stati Uniti | Detroit Pistons        | UCLA              |
| 12     | Dana Lewis (C)        | Stati Uniti | Philadelphia 76ers     | Tulsa             |
| 13     | Jim Cleamons (G)      | Stati Uniti | Los Angeles Lakers     | Ohio State        |
| 14     | John Roche (G)        | Stati Uniti | Phoenix Suns           | South Carolina    |
| 15     | Kenny McIntosh (F)    | Stati Uniti | Chicago Bulls          | Eastern Michigan  |
| 16     | Dean Meminger (G)     | Stati Uniti | New York Knicks        | Marquette         |
| 17     | Collis Jones (F)      | Stati Uniti | Milwaukee Bucks        | Notre Dame        |

## Giocatori scelti al 2º giro
| Scelta | Giocatore               | Nazionalità | Squadra NBA            | Scuola/ex squadra |
| ------ | ----------------------- | ----------- | ---------------------- | ----------------- |
| 18     | Steve Patterson (C)     | Stati Uniti | Cleveland Cavaliers    | UCLA              |
| 19     | Fred Hilton (G/F)       | Stati Uniti | Buffalo Braves         | Grambling State   |
| 20     | Willie Sojourner (C/F)  | Stati Uniti | Chicago Bulls          | Weber State       |
| 21     | John Mengelt (G)        | Stati Uniti | Cincinnati Royals      | Auburn            |
| 22     | Ted McClain (G)         | Stati Uniti | Atlanta Hawks          | Tennessee State   |
| 23     | Jim McDaniels (C/F)     | Stati Uniti | Seattle SuperSonics    | Western Kentucky  |
| 24     | Mike Newlin (G/F)       | Stati Uniti | Houston Rockets        | Utah              |
| 25     | Charlie Yelverton (G/F) | Stati Uniti | Golden State Warriors  | Fordham           |
| 26     | Amos Thomas             | Stati Uniti | Buffalo Braves         | SW Oklahoma State |
| 27     | Rick Fisher (F)         | Stati Uniti | Portland Trail Blazers | Colorado State    |
| 28     | Jim Rose                | Stati Uniti | Boston Celtics         | Western Kentucky  |
| 29     | Isaiah Wilson (G)       | Stati Uniti | Detroit Pistons        | Baltimore         |
| 30     | Spencer Haywood (F/C)   | Stati Uniti | Buffalo Braves         | Detroit Mercy     |
| 31     | Joe Bergman             | Stati Uniti | Cincinnati Royals      | Creighton         |
| 32     | Howard Porter (F/C)     | Stati Uniti | Chicago Bulls          | Villanova         |
| 33     | Marvin Stewart          | Stati Uniti | Philadelphia 76ers     | Nebraska          |
| 34     | Gregg Northington (F)   | Stati Uniti | New York Knicks        | Alabama State     |
| 35     | Willie Long (F/C)       | Stati Uniti | Cleveland Cavaliers    | New Mexico        |

## Giocatori scelti al 3º giro
| Scelta | Giocatore        | Nazionalità | Squadra NBA            | Scuola/ex squadra    |
| ------ | ---------------- | ----------- | ---------------------- | -------------------- |
| 36     | Gerald Lockett   | Stati Uniti | Cleveland Cavaliers    | Arkansas-Pine Bluff  |
| 37     | Larry Steele     | Stati Uniti | Portland Trail Blazers | Kentucky             |
| 38     | Rich Yunkus      | Stati Uniti | Cincinnati Royals      | Georgia Tech         |
| 39     | Jeff Halliburton | Stati Uniti | Atlanta Hawks          | Drake                |
| 40     | Clifford Ray     | Stati Uniti | Chicago Bulls          | Oklahoma             |
| 41     | Jackie Ridgle    | Stati Uniti | Cleveland Cavaliers    | California           |
| 42     | Bill Smith       | Stati Uniti | Portland Trail Blazers | Syracuse             |
| 43     | Rich Rinaldi     | Stati Uniti | Baltimore Bullets      | St. Peter's          |
| 44     | Dave Robisch     | Stati Uniti | Boston Celtics         | Kansas               |
| 45     | Marv Roberts     | Stati Uniti | Detroit Pistons        | Utah State           |
| 46     | Dave Wohl        | Stati Uniti | Philadelphia 76ers     | Pennsylvania         |
| 47     | Mike Gale        | Stati Uniti | Chicago Bulls          | Elizabeth City State |
| 48     | Mo Layton        | Stati Uniti | Phoenix Suns           | Southern California  |
| 49     | Dick Gibbs       | Stati Uniti | Chicago Bulls          | UTEP                 |
| 50     | Ken Mayfield     | Stati Uniti | New York Knicks        | Tuskegee             |
| 51     | Gary Brell       | Stati Uniti | Milwaukee Bucks        | Marquette            |

## Giocatori scelti nei giri successivi con presenze nella NBA o nella ABA
| Scelta | Giocatore       | Nazionalità | Squadra NBA            | Scuola/ex squadra   |
| ------ | --------------- | ----------- | ---------------------- | ------------------- |
| 53     | Jim O'Brien     | Stati Uniti | Buffalo Braves         | Boston College      |
| 54     | Bobby Fields    | Stati Uniti | Portland Trail Blazers | La Salle            |
| 55     | Sid Catlett     | Stati Uniti | Cincinnati Royals      | Notre Dame          |
| 58     | Tom Owens       | Stati Uniti | Houston Rockets        | South Carolina      |
| 60     | Willie Allen    | Stati Uniti | Baltimore Bullets      | Miami (FL)          |
| 61     | Randy Denton    | Stati Uniti | Boston Celtics         | Duke                |
| 62     | Jarrett Durham  | Stati Uniti | Detroit Pistons        | Duquesne            |
| 64     | Roger Brown     | Stati Uniti | Los Angeles Lakers     | Kansas              |
| 65     | Walt Szczerbiak | Stati Uniti | Phoenix Suns           | George Washington   |
| 69     | Brian Mahoney   | Stati Uniti | Cleveland Cavaliers    | Manhattan           |
| 76     | Odis Allison    | Stati Uniti | Golden State Warriors  | UNLV                |
| 82     | Ken Gardner     | Stati Uniti | Phoenix Suns           | Utah                |
| 85     | Barry Nelson    | Stati Uniti | Milwaukee Bucks        | Duquesne            |
| 89     | Gil McGregor    | Stati Uniti | Cincinnati Royals      | Wake Forest         |
| 93     | Charles Johnson | Stati Uniti | Golden State Warriors  | California          |
| 97     | Jake Jones      | Stati Uniti | Philadelphia 76ers     | Assumption          |
| 104    | Randy Smith     | Stati Uniti | Buffalo Braves         | Buffalo State       |
| 117    | Artis Gilmore   | Stati Uniti | Chicago Bulls          | Jacksonville        |
| 119    | Gene Phillips   | Stati Uniti | Milwaukee Bucks        | Southern Methodist  |
| 120    | Charlie Davis   | Stati Uniti | Cleveland Cavaliers    | Wake Forest         |
| 125    | Charlie Lowery  | Stati Uniti | Seattle SuperSonics    | Puget Sound         |
| 131    | Barry Yates     | Stati Uniti | Philadelphia 76ers     | Maryland            |
| 139    | Goo Kennedy     | Stati Uniti | Portland Trail Blazers | Texas Christian     |
| 150    | Jackie Dinkins  | Stati Uniti | Chicago Bulls          | Voorhees            |
| 178    | Dana Pagett     | Stati Uniti | Philadelphia 76ers     | Southern California |
| 180    | Al Smith        | Stati Uniti | Chicago Bulls          | Bradley             |
| 197    | Pete Smith      | Stati Uniti | Buffalo Braves         | Valdosta State      |
| 204    | Ron Dorsey      | Stati Uniti | Phoenix Suns           | Tennessee State     |
| 207    | Pierre Russell  | Stati Uniti | Milwaukee Bucks        | Kansas              |
| 224    | Loyd King       | Stati Uniti | Milwaukee Bucks        | Virginia Tech       |